# محيط الصهارة

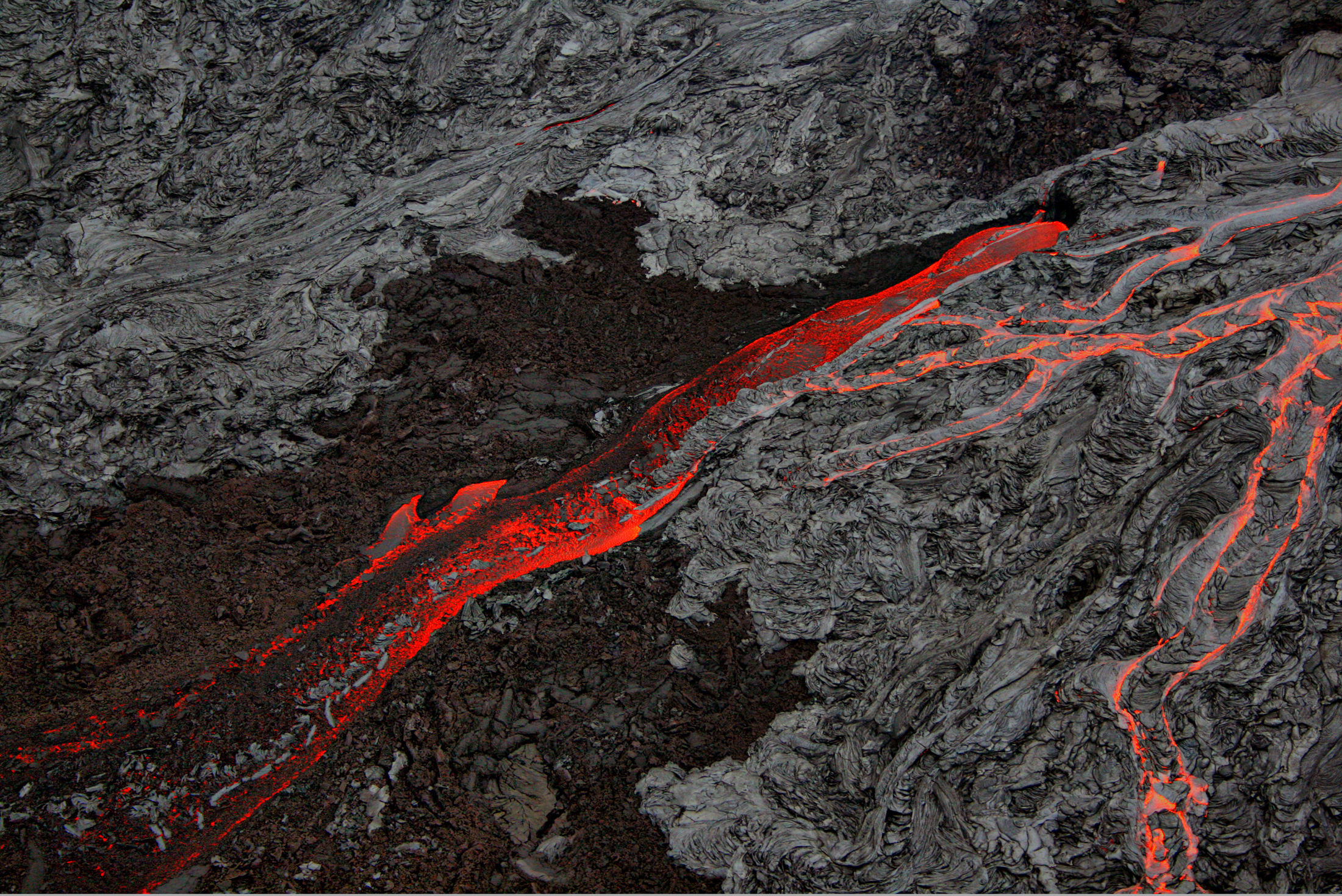

وجدت محيطات الصهارة خلال فترات تنامي الأرض أو أي كوكب عندما يكون الكوكب منصهرًا كليًا أو جزئيًا. في النظام الشمسي المبكر، جاءت الطاقة لإذابة الأجسام بشكل كبير من تحلل الألومنيوم-26 المشع. كما تم توفير الطاقة من التأثيرات الكبيرة أو العملاقة لنمو الكواكب الأكبر. من المحتمل أن الأرض عانت خلال تكوينها من سلسلة من محيطات الصهارة الناتجة عن التأثيرات العملاقة، آخرها هو تأثير تكوين القمر.
تعد محيطات الصهارة جزءًا لا يتجزأ من تكوين الكواكب لأنها تسهل تشكيل اللب من خلال الفصل المعدني وتشكيل الغلاف الجوي والغلاف المائي من خلال التفريغ. قد تعيش محيطات الصهارة لملايين وعشرات ملايين السنين، تتخللها ظروف أقل حدة نسبيا.
من المقبول على نطاق واسع أن تكون محيطات الصهارة موجودة على الأرض، وأفضل دليل كيميائي على ذلك هو وفرة بعض عناصر المحبّة للحديد في الوشاح التي تسجل أعماق المحيطات بصهارة ما يقرب من 1000 كم أثناء التراكم. كما ظهر محيط صهاري على سطح القمر أثناء التكوين وبعده.